# Liste der Baudenkmale in Guderhandviertel
In der Liste der Baudenkmale in Guderhandviertel  sind alle Baudenkmale der niedersächsischen Gemeinde Guderhandviertel aufgelistet. Die Quelle der  IDs und der Beschreibungen ist der Denkmalatlas Niedersachsen. Der Stand der Liste ist der 7. Dezember 2021.

## Allgemein
In den Spalten befinden sich folgende Informationen:
- Lage: die Adresse des Baudenkmales und die geographischen Koordinaten. Kartenansicht, um Koordinaten zu setzen. In der Kartenansicht sind Baudenkmale ohne Koordinaten mit einem roten Marker dargestellt und können in der Karte gesetzt werden. Baudenkmale ohne Bild sind mit einem blauen Marker gekennzeichnet, Baudenkmale mit Bild mit einem grünen Marker.
- Bezeichnung: Bezeichnung des Baudenkmales
- Beschreibung: die Beschreibung des Baudenkmales. Unter § 3 Abs. 2 NDSchG werden Einzeldenkmale und unter § 3 Abs. 3 NDSchG Gruppen baulicher Anlagen und deren Bestandteile ausgewiesen.
- ID: die Objekt-ID des Baudenkmales
- Bild: ein Bild des Baudenkmales, ggf. zusätzlich mit einem Link zu weiteren Fotos des Baudenkmals im Medienarchiv Wikimedia Commons. Wenn man auf das Kamerasymbol klickt, können Fotos zu Baudenkmalen aus dieser Liste hochgeladen werden:

## Guderhandviertel

### Gruppe: Bergfried 3
Die Gruppe hat die ID 37380348. Hofanlage des 19. und 20. Jahrhunderts, bestehend aus einem Wohn-/Wirtschaftsgebäude, einer Obstscheune und eine Waschküche.

| Lage                                    | Bezeichnung               | Beschreibung | ID       | Bild |
| --------------------------------------- | ------------------------- | --- | -------- | ---- |
| Bergfried 3 53° 33′ 15″ N, 9° 36′ 20″ O | Waschhaus                 | Massiver Backsteinbau mit Ziegeldach, am Graben gelegen. Erbaut als Waschküche 1954. | 37380228 | BW   |
| Bergfried 3 53° 33′ 14″ N, 9° 36′ 20″ O | Wohn-/ Wirtschaftsgebäude | Großes giebelständiges Hallenhaus in Fachwerk mit Backsteinausfachung, unter ziegelgedecktem Satteldach. Mit besonders geschmücktem Fachwerk, der zweigeschossige Wohngiebel wird durch gleichmäßig angeordnete Doppelstiele und darunter liegende Knaggen gegliedert. Wirtschaftsgiebel massiv in Backstein. Errichtet im 19. Jahrhundert. | 30913760 | BW   |
| Bergfried 3 53° 33′ 14″ N, 9° 36′ 19″ O | Scheune                   | Massiver Backsteinbau mit Zinkdach. Erbaut als Obstscheune um 1938. | 37380273 | BW   |

### Gruppe: Guderhandviertel 50
Die Gruppe hat die ID 30899166. Hofanlage bestehend aus einem Wohn-/Wirtschaftsgebäude des 17. und einem Speichergebäude des 16. Jahrhunderts. Beide Bauten sind aus Fachwerk.

| Lage                                     | Bezeichnung               | Beschreibung | ID       | Bild |
| ---------------------------------------- | ------------------------- | --- | -------- | ---- |
| Neßstraße 50 53° 32′ 18″ N, 9° 36′ 38″ O | Wohn-/ Wirtschaftsgebäude | Großer giebelständiger Zweiständerbau in Fachwerk mit Backsteinausfachung, unter Satteldach in Reetdeckung. Wohngiebel mir zwei unterschiedlich ausgebildeten Vorkragungen, davon die untere mit vollständigem Stichgebälk. Schmuckfachwerk sowie zudem durch Backsteinmuster geschmückte Gefache. Errichtet 1618 (i). Westlicher Wirtschaftsgiebel 1934 in Backstein ersetzt. | 30913931 |      |
| Neßstraße 50 53° 32′ 18″ N, 9° 36′ 38″ O | Speicher                  | Giebelständiges Fachwerkgebäude mit Backsteinausfachung, unter reetgedecktem Satteldach. Nach Westen und Osten je ein zweifach vorkragender Giebel auf Knaggen, umlaufend mit Fußstreben konstruiert. Errichtet als Speichergebäude der Hofanlage Guderhandviertel 5 im Jahre 1587 (i).                                                                                        | 30913953 |      |

### Gruppe: Deichhufendorf Guderhandviertel
Die Gruppe hat die ID 30899197. Typische Reihung kleiner Bauernhäuser mit prägendem Einfluss auf die historische städtebauliche Gestalt des Deichhufendorfes Guderhandviertel.

| Lage                                            | Bezeichnung               | Beschreibung | ID       | Bild |
| ----------------------------------------------- | ------------------------- | --- | -------- | ---- |
| Guderhandviertel 55 53° 32′ 12″ N, 9° 36′ 43″ O | Wohn-/ Wirtschaftsgebäude | Kleiner giebelständiger Fachwerkbau mit Backsteinausfachung, Außenwände teilweise massiv in Backstein erneuert, unter reetgedecktem Satteldach, am Wirtschaftsgiebel mit Walm. Errichtet 1834 (i). | 30913994 | BW   |
| Guderhandviertel 56 53° 32′ 10″ N, 9° 36′ 43″ O | Wohn-/ Wirtschaftsgebäude | Kleines giebelständiges Fachwerkhaus mit Backsteinausfachung, unter reetgedecktem Satteldach, am Wirtschaftsgiebel mit Walm. Wände teilweise massiv in Backstein. Errichtet um 1900.               | 30914036 | BW   |

### Gruppe: Ortserweiterung Guderhandviertel
Die Gruppe hat die ID 30899186. Zwei gegenüber liegende Backsteinbauten der Ortserweiterung nach 1870. Es handelt sich um den Ortsgasthof und ein Wohnhaus.

| Lage                                            | Bezeichnung | Beschreibung | ID       | Bild |
| ----------------------------------------------- | ----------- | --- | -------- | ---- |
| Guderhandviertel 97 53° 31′ 39″ N, 9° 36′ 14″ O | Wohnhaus    | Eingeschossiger Backsteinbau mit Drempelobergeschoss, unter Satteldach in Ziegeldeckung. Zweigeschossiger Eingangsrisalit in der westlichen Straßenfassade, Eingang durch eine Dreibogenloggia mit zwei Säulen betont, rundbogige Fensteröffnungen, Backsteingesimse. Erbaut 1872 (i). | 30914173 | BW   |
| Guderhandviertel 96 53° 31′ 40″ N, 9° 36′ 16″ O | Gasthaus    | Traufständiger zweigeschossiger Backsteinbau, unter flachem Satteldach. Im Erdgeschoss segmentbogenförmige, im Ober- und Dachgeschoss rundbogige Öffnungen. Erbaut als Gasthaus um 1890 direkt auf dem Lühedeich.                                                                      | 30914151 | BW   |

### Einzelbaudenkmale
| Lage                                            | Bezeichnung               | Beschreibung | ID       | Bild |
| ----------------------------------------------- | ------------------------- | --- | -------- | ---- |
| Bergfried 1 53° 33′ 17″ N, 9° 36′ 20″ O         | Wohn-/ Wirtschaftsgebäude | Großes giebelständiges Hallenhaus in Fachwerk mit Backsteinausfachung, unter reetgedecktem Satteldach, am Wirtschaftsgiebel mit Walm. Mit besonders geschmücktem Fachwerk, der dreigeschossige Wohngiebel wird durch gleichmäßig angeordnete Doppelstiele und darunter liegende Knaggen gegliedert. Wirtschaftsgiebel massiv in Backstein. Errichtet im 19. Jahrhundert.                                                                                            | 30913743 | BW   |
| Bergfried 6 53° 33′ 10″ N, 9° 36′ 22″ O         | Wohn-/ Wirtschaftsgebäude | Großes giebelständiges Hallenhaus in Fachwerk mit Backsteinausfachung, unter reetgedecktem Satteldach. Im Kern Bau des 17. Jahrhunderts, Erdgeschosszone des Wohngiebels analog zu den im 19. Jahrhundert errichteten Nachbarhäusern um 1875 erneuert. Älterer Giebel darüber auf Knaggen dreifach vorkragend. Wirtschaftsgiebel in jüngerer Zeit in Fachwerk erneuert.                                                                                             | 30913777 | BW   |
| Bergfried 6c 53° 33′ 12″ N, 9° 36′ 22″ O        | Wohnhaus                  | Giebelständiger eingeschossiger Fachwerkbau mit Backsteinausfachung, unter reetgedecktem Satteldach. Kleinteiliges, gleichmäßiges Fachwerk, Füllhölzer mit gerundetem Vieretlstab. Errichtet als Altenteiler der Hofanlage Bergfried 6 in der ersten Hälfte des 18. Jahrhunderts. | 30913794 | BW   |
| Bergfried 10 53° 33′ 6″ N, 9° 36′ 27″ O         | Wohnhaus                  | Zweigeschossiger Fachwerkbau mit Backsteinausfachung, traufständig zur Straße als Kopfbau vor die Wirtschaftsgebäude gestellt. Unter ziegelgedecktem Krüppelwalmdach. Obergeschoss vorkragend, auf drei Seiten sind die Vorkragungen mit profilierten Schalhölzern verkleidet. Errichtet 1791 (i). | 30913814 | BW   |
| Bergfried 21 53° 32′ 50″ N, 9° 36′ 33″ O        | Wohn-/ Wirtschaftsgebäude | Großes giebelständiges Fachwerkhaus mit Backsteinausfachung, unter reetgedecktem Satteldach. Mit besonders geschmücktem Fachwerk, der dreifach gestufte Ortgang des Wohngiebels entspricht einer dreifachen Vorkragung über Knaggen. Wirtschaftsgiebel massiv in Backstein. Errichtet 1822 (i). | 30913833 |      |
| Bergfried 23 53° 33′ 15″ N, 9° 36′ 20″ O        | Wohn-/ Wirtschaftsgebäude | Großes giebelständiges Hallenhaus in Fachwerk mit Backsteinausfachung, unter reetgedecktem Satteldach, am Wirtschaftsgiebel mit Walm. Mit eher schlichtem Fachwerk, der dreigeschossige Wohngiebel kragt dreifach über Knaggen leicht vor. Wirtschaftsgiebel massiv in Backstein. Im Kern vermutlich 18. Jahrhundert, Erdgeschosszone des Wohngiebels 1840 (i) klassizistisch umgestaltet, in dieser Zeit auch Einbau der zweiflügeligen klassizistischen Brauttür. | 30913873 | BW   |
| Neßstraße 32 53° 32′ 34″ N, 9° 36′ 44″ O        | Tor                       | Holzpforte mit rundbogiger Durchfahrt und seitlich einem rundbogigen Durchgang. Farbig gefasst und mit Inschriften versehen. Unter ziegelgedecktem Schutzdach in Walmdachform. 1954 hier unter Verwendung von Teilen eines Vorgängerbaus von 1844 errichtet. Die Pforte führt auf den ehemaligen "Neßhof". | 30913892 |      |
| Neßstraße 49 53° 32′ 20″ N, 9° 36′ 40″ O        | Wohnhaus                  | Giebelständiger Vierständerbau in Fachwerk mit Backsteinausfachung, unter pfannengedecktem Satteldach, am Westgiebel mit Krüppelwalm. Errichtet um 1850. | 30913914 | BW   |
| Guderhandviertel 54 53° 32′ 14″ N, 9° 36′ 39″ O | Wohn-/ Wirtschaftsgebäude | Giebelständiger Zweiständerbau in Fachwerk mit Backsteinausfachung, unter reetgedecktem Satteldach. Wohngiebel mit geschnitzten Halbsonnen über taustabverzierten Knaggen zweifach vorkragend. Errichtet 1618 (i). Wirtschaftsgiebel massiv erneuert. | 30913975 |      |
| Guderhandviertel 85 53° 31′ 51″ N, 9° 36′ 27″ O | Wohn-/ Wirtschaftsgebäude | Giebelständiger Fachwerkbau mit Backsteinausfachung, unter reetgedecktem Satteldach. Wohngiebel in gleichmäßigem Fachwerk mit Gefachen, die durch in Mustern verlegten Backsteinen akzentuiert sind. Mittiger Haupteingang mit zweiflügeliger Eingangstür über Loggia mit zwei eingestellten Säulen erreichbar. Wirtschaftsgiebel massiv in Backstein. Errichtet im 19. Jahrhundert.                                                                                | 30914076 | BW   |
| Guderhandviertel 92 53° 31′ 47″ N, 9° 36′ 20″ O | Wohnhaus                  | Giebelständiger Fachwerkbau mit Backsteinausfachung, unter reetgedecktem Satteldach, am Westende mit Krüppelwalm. Schlichtes Fachwerk mit stark variierenden Gefachgrößen. Errichtet im 19. Jahrhundert. | 30914115 | BW   |
| Guderhandviertel 94 53° 31′ 43″ N, 9° 36′ 18″ O | Wohnhaus                  | Giebelständiger Backsteinbau unter Satteldach. In schlichten Formen, mit straßenseitigem Eingang, der über eine große Freitreppe und eine Loggia mit zwei eingestellten Säulen erreichbar ist. Erbaut 1911 (i). | 30914132 | BW   |
| Neuhof 106 53° 31′ 27″ N, 9° 36′ 16″ O          | Wohnhaus                  | Traufständiger Fachwerkbau mit Backsteinausfachung, unter reetgedecktem Halbwalmdach mit rückwärtigem Werkstattanbau unter eigenem Satteldach. Errichtet in der Mitte des 19. Jahrhunderts. | 30914211 | BW   |